# Ken Gule
Ken Gule (...) è un ex calciatore papuano, di ruolo centrocampista.

## Carriera

### Nazionale
Ha debuttato in Nazionale il 16 marzo 2002, in Samoa-Papua Nuova Guinea (1-4), subentrando a Paulo Paterson al minuto 75. Ha partecipato, con la Nazionale, alla Coppa d'Oceania 2002. Ha collezionato in totale, con la maglia della Nazionale, quattro presenze.